# باسقة (اسم)
بَاسِقَة هو اسم علم مؤنث من أصل عربي، ومعناه هو مؤنث باسق؛ وهو الطويل الممشوق، الذي يعلو أنداده بالفضل.